# آینه‌داری
آینه‌داری یک فن روایی است بدین صورت که نویسنده سایه‌ای از رویدادهای مهم داستان را، پیس از وقوعشان، در اثر نمایان کند و در خواننده انتظاری برانگیزد.
به عبارت دیگر، آینه‌داری، دادن پیش‌آگاهی ضمنی از نتیجه و پایان روایت به مخاطب است. صحنهٔ آینده‌نما، صحنه‌ای است که از لحاظ زمانی، نقطه‌ای جلوتر از نقطهٔ فعلی داستان را روایت می‌کند. آینه‌داری گاهی از طریق پیشگویی یک شخصیت داستان انجام می‌گیرد.
منتقد ادبی، گری سال مورسون، بیان می‌کند که نقطهٔ مقابل آینه‌داری، سایه‌اندازی (سایدشدویینگ) است. سایه‌اندازی را می‌توان در رمان‌های حماسی نویسندگانی چون لئو تولستوی و فیودور داستایفسکی یافت. سایه‌اندازی، افزودن صحنه‌هایی به داستان است که، بعداً برای مخاطب معلوم می‌شود که ربطی به پیرنگ داستان نداشته‌اند. به عقیدهٔ مورسن، این، موجب افزایش راست‌نمایی و طبیعی‌تر شدن، داستان می‌شود، زیرا مخاطب می‌داند که در زندگی واقعی، بر خلاف آنچه که در رمان‌ها می‌خوانیم، بیشتر وقایع کم‌اهمیت و بی‌ثمر هستند. این «حس ساختارگریزی» مخاطب را دعوت به «تفسیر و زیر سؤال بردن پیش‌آمدهایی که رخ می‌دهند، می‌کند».
به سرنخی که برای گمراهی مخاطب طراحی شده باشد نکتهٔ انحرافی می‌گویند. آینده‌نمایی شگردی مشابه آینه‌داری است، اگرچه آینه‌داری به یکی از چند رخداد یا پیامدی اشاره می‌کند که در بستر داستان امکان به وقوع پیوستن آن‌ها باشد.